# Männer-Handballnationalmannschaft der Vereinigten Staaten
Die Männer-Handballnationalmannschaft der Vereinigten Staaten repräsentiert den Handballverband der Vereinigten Staaten von Amerika als Auswahlmannschaft auf internationaler Ebene bei Länderspielen im Handball gegen Mannschaften anderer nationaler Verbände.

## Verband
Von 1959 bis 2006 war der die Nationalmannschaft tragende Verband die United States Team Handball Federation, die seit 1961 Mitglied in der Internationalen Handballföderation (IHF) und seit 1977 in der Pan-American Team Handball Federation (PATHF) war. Nachfolger ist seit 2008 das vom United States Olympic Committee unterstützte USA Team Handball. Seit 2019 ist der Verband Mitglied der Handballkonföderation Nordamerikas und der Karibik (NACHC).

## Geschichte
Handball ist in den Vereinigten Staaten wenig populär. Die Nationalmannschaft nahm 1936, noch im Feldhandball, an den Olympischen Spielen in Berlin teil, belegte dort aber nur den letzten Platz. Auch die Teilnahme an anderen Wettbewerben außerhalb Amerika war wenig erfolgreich. Sechs Mal nahm das Team an Weltmeisterschaften teil, dabei wurden alle Spiele verloren. Bei den beiden in den Vereinigten Staaten ausgetragenen Olympischen Spielen (1984 und 1996) belegte die Nationalmannschaft jeweils den neunten Platz bei zwölf Teams. In Vorbereitung auf die in den Vereinigten Staaten auszutragenden Olympischen Sommerspiele 2028 wurden dem Team für die Weltmeisterschaften 2025 und 2027 von der IHF Teilnahmen per Wildcard zugesichert. Bei der Weltmeisterschaft 2023 konnte das Team im Vorrundenspiel gegen Marokko den ersten Sieg bei einer Weltmeisterschaft erkämpfen. Bei der Weltmeisterschaft 2025 nahm man nach drei Niederlagen in der Vorrundengruppe am President’s Cup teil. Dort besiegte man zunächst Japan, Bahrain und Kuba. Im Spiel um Platz 25 unterlagen die USA den Polen erst im Siebenmeterwerfen.

## Internationale Großereignisse

### Olympische Spiele
- Olympische Spiele 1972: 14. Platz (von 16 Mannschaften)

Kader: Sandor Rivnyak (5 Spiele/0 Tore), Richard Abrahamson (5/24), Roger Baker (5/11), Jim Rogers (4/15), Kevin Serrapede (4/3), Bob Sparks (4/3), Vincent DiCalogero (2/1), Ellie Edes (5/0), Joel Voelkert (5/7), Richard Schlesinger Jr. (5/4), Dennis Berkholtz (5/6), Matt Matthews (5/10), Fletcher Abram Jr. (3/2), Tom Hardiman (1/0), Larry Caton (1/0). Trainer: Peter Buehning Sr.
- Olympische Spiele 1976: 10. Platz (von 12 Mannschaften)

Kader: Sandor Rivnyak (5 Spiele/0 Tore), Richard Abrahamson (5/25), Roger Baker (5/10), Peter Buehning Jr. (3/1), Jim Rogers (5/18), Harry Winkler Jr. (3/0), Randy Dean (5/23), Robert Dean (5/11), Kevin Serrapede (5/4), Bob Sparks (5/4), Jerry Glantz (5/0), Vincent DiCalogero (5/3), Patrick O’Neill (2/0), William Johnson (2/1). Trainer: Dennis Berkholtz.
- Olympische Spiele 1980: nicht qualifiziert
- Olympische Spiele 1984: 9. Platz (von 12 Mannschaften)

Kader: Joe Story (6 Spiele/16 Tore), Steve Goss (6/11), Jim Buehning (6/16), Pete Lash Jr. (6/26), Rod Oshita (6/0), Steve Kirk (6/2), Bill Kessler (6/1), Joe McVein (5/3), Tim Dykstra (4/0), Michael Lenard (5/1), Bob Djokovich (6/18), Tom Schneeberger (6/21), Greg Morava (3/0), Craig Gilbert (1/0). Trainer:  Javier García Cuesta.
- Olympische Spiele 1988: 12. Platz (von 12 Mannschaften)

Kader: Joe Story (6 Spiele/8 Tore), Boyd Janny (6/10), Bryant Johnson (5/6), Michael Sullivan (6/10), Steve Goss (6/28), Jim Buehning (5/0), Scott Driggers (5/2), Pete Lash Jr. (6/22), Rod Oshita (6/0), Robert Hillery (6/14), Steve Kirk (4/1), Bill Kessler (6/0), Joe McVein (3/1), Craig Fitschen (2/0). Trainer:  Branislav Pokrajac.
- Olympische Spiele 1992: nicht qualifiziert
- Olympische Spiele 1996: 9. Platz (von 12 Mannschaften)

Kader: Tom Fitzgerald (3 Spiele/6 Tore), Derek Brown (5/26), Matt Ryan (6/12), David DeGraaf (6/19), Mike Thornberry (6/6), Joe Fitzgerald (6/12), Steve Penn (6/12), John Keller (6/8), Darrick Heath (6/23), Chip Van Os (2/0), Cliff Mannon (6/0), Mark Schmocker (5/0), Denny Fercho (1/0), Greg Caccia (2/1), Bobby Dunn (4/13), Yaro Dachniwsky (1/0), Frank Mannon (1/0). Trainer: Richard Oleksyk.
- Olympische Spiele 2000: nicht qualifiziert
- Olympische Spiele 2004: nicht qualifiziert
- Olympische Spiele 2008: nicht qualifiziert
- Olympische Spiele 2012: nicht qualifiziert
- Olympische Spiele 2016: nicht qualifiziert
- Olympische Spiele 2020: nicht qualifiziert
- Olympische Spiele 2024: nicht qualifiziert
- Olympische Spiele 2028: als Gastgeber qualifiziert

### Weltmeisterschaften
- Weltmeisterschaft 1938: nicht teilgenommen
- Weltmeisterschaft 1954: nicht teilgenommen
- Weltmeisterschaft 1958: nicht teilgenommen
- Weltmeisterschaft 1961: nicht teilgenommen
- Weltmeisterschaft 1964: 16. Platz (von 16 Mannschaften)
- Weltmeisterschaft 1967: In der Qualifikation scheiterten die USA an Kanada mit 26:24 und 17:30.[7]
- Weltmeisterschaft 1970: 16. Platz (von 16 Mannschaften), man qualifizierte sich trotz zweier Niederlagen gegen Kanada (17:21, 17:19), weil dieses auf Grund des Einsatzes eines nicht-spielberechtigten Spielers nachträglich disqualifiziert worden war.[7]
- Weltmeisterschaft 1974: 16. Platz (von 16 Mannschaften)
- Weltmeisterschaft 1978: In der Qualifikation scheiterten die USA an Kanada mit 15:21 und 18:16.[7]
- Weltmeisterschaft 1982: nicht qualifiziert
- Weltmeisterschaft 1986: nicht qualifiziert
- Weltmeisterschaft 1990: nicht qualifiziert
- Weltmeisterschaft 1993: 16. Platz (von 16 Mannschaften)

Kader (unvollständig): Dan Hennessy, Ryan Bell, Tom Fitzgerald, Steve Penn, Matt Ryan, Robert Mayfield, Luke Travins, Darrick Heath, Kevin Withrow, Brian Parath, Richard Jacobs, John Ryan. Trainer:  Vojtěch Mareš.
- Weltmeisterschaft 1995: 21. Platz (von 24 Mannschaften)

Kader (unvollständig): Matt Ryan, Michael Jones, Tom Fitzgerald, Tony Dave, Steve Penn, John Keller, Dave DeGraaf, Denny Fercho, Mark Schmocker, Derek Brown, James A. Hop, Kevin Withrow. Trainer:  Javier García Cuesta.
- Weltmeisterschaft 1997: nicht qualifiziert
- Weltmeisterschaft 1999: nicht qualifiziert
- Weltmeisterschaft 2001: 24. Platz (von 24 Mannschaften)

Kader (unvollständig): I. Zanzi, Tom Fitzgerald, Joe Fitzgerald, J. Lamour, S. Morrow, A. Salam, P. Vernon, B. Brennan, Derrick Heath, D. Thompson, R. Dunn, S. Tenney, Revord, Breck, Sampson, Bigham. Trainer: R. Mayfield.
- Weltmeisterschaft 2003: nicht qualifiziert
- Weltmeisterschaft 2005: nicht qualifiziert
- Weltmeisterschaft 2007: nicht qualifiziert
- Weltmeisterschaft 2009: nicht qualifiziert
- Weltmeisterschaft 2011: nicht qualifiziert
- Weltmeisterschaft 2013: nicht qualifiziert
- Weltmeisterschaft 2015: nicht qualifiziert
- Weltmeisterschaft 2017: nicht qualifiziert
- Weltmeisterschaft 2019: nicht qualifiziert
- Weltmeisterschaft 2021: auf Grund zahlreicher COVID19-Fälle im Team zog die Mannschaft vor Turnierbeginn zurück.[11]
- Weltmeisterschaft 2023: 20. Platz (von 32 Mannschaften)

Kader: Pál Merkovszki (6 Spiele/0 Tore), Sean Corning (4/6), Amar Amitović (5/7), Jonas Stromberg (6/4), Alexandre Chan Blanco (6/22), Gary Hines (6/9), Ty Reed (5/3), Aboubakar Fofana (6/19), René Ingram (3/0), Ian Hüter (6/18), Douglas Otterström (2/0), Andrew Donlin (6/9), Maksim Tanner (1/0), Nikolas Zarikos (6/4), Patrick Hüter (6/15), Paul Skorupa (3/0), Samuel Hoddersen (6/21), Domagoj Srsen (6/3), Maximillian Binderis (3/0), Jakob Rysgaard Christiansen (1/1), Nicolas Robinson (3/0). Trainer:  Robert Hedin.
- Weltmeisterschaft 2025: im Oktober 2018 qualifiziert per Wildcard zur Vorbereitung als Gastgeber der Olympischen Sommerspiele 2028.[13]

WM-Kader 2025
- Weltmeisterschaft 2027: im Oktober 2018 qualifiziert per Wildcard zur Vorbereitung als Gastgeber der Olympischen Sommerspiele 2028.[14]

#### B- und C-Weltmeisterschaften
Bei den B- und C-Weltmeisterschaften, die zwischen 1976 und 1992 zur Qualifikation für Weltmeisterschaften und Olympische Sommerspiele dienten, nahmen die USA dreimal teil.
- B-Weltmeisterschaft 1985: 10. Platz (von 16 Mannschaften)
- B-Weltmeisterschaft 1987: 11. Platz (von 16 Mannschaften)
- B-Weltmeisterschaft 1992: 14. Platz (von 16 Mannschaften)

### Panamerikameisterschaften
An der Handball-Panamerikameisterschaft der Männer nahmen die USA 15-mal teil. Sie diente als Qualifikation zur Handball-Weltmeisterschaft der Männer. Die Panamerikameisterschaften wurden 2020 abgelöst von den Nordamerikanischen und karibischen Handballmeisterschaften und den Süd- und zentralamerikanischen Handballmeisterschaften.
- Panamerikameisterschaft 1980: 3. Platz (von 6 Mannschaften)
- Panamerikameisterschaft 1981: 3. Platz (von 7 Mannschaften)
- Panamerikameisterschaft 1983: 2. Platz (von 6 Mannschaften)
- Panamerikameisterschaft 1985: 2. Platz (von 6 Mannschaften)
- Panamerikameisterschaft 1989: 3. Platz (von 6 Mannschaften)
- Panamerikameisterschaft 1994: 3. Platz (von 7 Mannschaften)
- Panamerikameisterschaft 1996: 3. Platz (von 8 Mannschaften)
- Panamerikameisterschaft 1998: 4. Platz (von 9 Mannschaften)
- Panamerikameisterschaft 2000: 4. Platz (von 8 Mannschaften)
- Panamerikameisterschaft 2002: 4. Platz (von 8 Mannschaften)
- Panamerikameisterschaft 2004: 7. Platz (von 8 Mannschaften)
- Panamerikameisterschaft 2006: 6. Platz (von 8 Mannschaften)
- Panamerikameisterschaft 2008: nicht qualifiziert
- Panamerikameisterschaft 2010: nicht qualifiziert
- Panamerikameisterschaft 2012: 7. Platz (von 9 Mannschaften)
- Panamerikameisterschaft 2014: 6. Platz (von 8 Mannschaften)
- Panamerikameisterschaft 2016: 8. Platz (von 12 Mannschaften)
- Panamerikameisterschaft 2018: nicht qualifiziert

### Nordamerikanische und karibische Handballmeisterschaft
Seit der Austragung 2020 ist jeweils die Siegermannschaft der Nordamerikanischen und karibischen Handballmeisterschaft der Männer für die Weltmeisterschaft im Folgejahr qualifiziert.
- Nordamerikanische und karibische Handballmeisterschaft der Männer 2014: 3. Platz (von 5 Mannschaften)
- Nordamerikanische und karibische Handballmeisterschaft der Männer 2016: nicht ausgetragen
- Nordamerikanische und karibische Handballmeisterschaft der Männer 2018: 5. Platz (von 6 Mannschaften)
- Nordamerikanische und karibische Handballmeisterschaft der Männer 2020: ausgefallen
- Nordamerikanische und karibische Handballmeisterschaft der Männer 2022: 1. Platz (von 4 Mannschaften)

Kader: Aboubakar Fofana, Alexandre Chan Blanco, Amar Amitovic, Domagoj Srsen, Douglas Otterström, Andrew Donlin, Gary Hines, Ian Hüter, Jakob Rysgaard Christiansen, Joey Stromberg, Nicolas Robinson, Pál Merkovski, Patrick Hüter, Paul Skorupa, René Ingram, Sam Hoddersen, Sean Corning, Sebastian Wheeler, Ty Reed. Trainer:  Robert Hedin.

### Panamerikanische Spiele
- Panamerikanische Spiele 1987: 1. Platz (von 5 Mannschaften)
- Panamerikanische Spiele 1991: 3. Platz (von 5 Mannschaften)
- Panamerikanische Spiele 1995: 4. Platz (von 6 Mannschaften)
- Panamerikanische Spiele 1999: 4. Platz (von 7 Mannschaften)
- Panamerikanische Spiele 2003: 3. Platz (von 8 Mannschaften)
- Panamerikanische Spiele 2007: nicht qualifiziert
- Panamerikanische Spiele 2011: 7. Platz (von 8 Mannschaften)
- Panamerikanische Spiele 2015: nicht qualifiziert
- Panamerikanische Spiele 2019: 6. Platz (von 8 Mannschaften)
- Panamerikanische Spiele 2023: 4. Platz (von 8 Mannschaften)

## Weitere Turnierteilnahmen
(Auswahl)

### Goodwill Games
Bei den Goodwill Games (1986–2001) erreichte die US-amerikanische Auswahl folgende Platzierungen:
- Goodwill Games 1986: 2. Platz (von 5 Mannschaften)

Kader: James Buehning, Bob Djokovich, Craig Fitschen, Boyd Janny, Joseph McVein, Greg Morava, Jan Erik Paris, Joe Story, Scott Carlsen, Scott Driggers, Steven Goss, Bill Kessler, Rodney Mitchell, Rod Oshita, Tom Schneeberger. Trainer:  Javier García Cuesta.
- Goodwill Games 1990: 4. Platz (von 8 Mannschaften)

Kader: Marc Stanton, Mike Hurdle, Tom Fitzgerald, Herman Estmond, Terje Vatne, Craig Fitschen, Matt Ryan, John Keller, Darrick Heath, Bryant Johnson, Michael Sullivan, Richard Oleksyk, Bill Kessler, Myles McPartland. Trainer:  Vojtěch Mareš.
- Goodwill Games 1994: 6. Platz (von 6 Mannschaften)

Kader: Daniel Hennessy, Dennis Fercho, Tom Fitzgerald, Joe Fitzgerald, Steven Penn, Derek Brown, Gregory Caccia, Matt Ryan, Luke Travins, Timothy Ammer, Kevin Withrow, Michael Jones, Michael Thronberry, Mark Schmocker, David DeGraaf. Trainer:  Vojtěch Mareš.

### Gjensidige Cup
- Gjensidige Cup 2023: 4. Platz (von 4 Mannschaften) USA

### Handball-Vierländerturnier in der Schweiz
- SHV-Cup 1983: 3. Platz USA
- SHV-Cup 1984: 4. Platz USA

### IHF North American and Caribbean Emerging Nations Championship
Bei der vom Weltverband ausgerichteten IHF North American and Caribbean Emerging Nations Championship nahmen die USA im Jahr 2019 teil und belegten nach einer 36:37-Finalniederlage gegen Kuba den zweiten Platz.

### IHF Emerging Nations Championship
Bei der vom Weltverband ausgerichteten IHF Emerging Nations Championship nahmen die USA bisher einmal teil.
- IHF Emerging Nations Championship 2019: 5. Platz (von 12 Mannschaften)

## Spieler und Trainer

### Aktueller Kader
Siehe WM-Kader 2025

### Bisherige Trainer
| Zeitraum  | Nation                                         | Trainer              |
| --------- | ---------------------------------------------- | -------------------- |
| 0000–0000 | Vereinigte Staaten                             | Peter Buehning Sr.   |
| 0000–0000 | Vereinigte Staaten                             | Dennis Bergholtz     |
| 1979–1987 | Spanien                                        | Javier García Cuesta |
| 1988–1988 | Jugoslawien Sozialistische Föderative Republik | Branislav Pokrajac   |
| 0000–1994 | Tschechoslowakei                               | Vojtěch Mareš        |
| 1994–1995 | Spanien                                        | Javier García Cuesta |
| 0000–0000 | Vereinigte Staaten                             | Richard Oleksyk      |
| 0000–0000 | Vereinigte Staaten                             | R. Mayfield          |
| 2001–2003 | Rumänien                                       | Cristian Zaharia     |
| 2005      | Spanien                                        | Isidoro Martínez     |
| 0000–0000 |                                                | unbekannt            |
| 2012–2018 | Spanien                                        | Javier García Cuesta |
| 2018–2025 | Schweden                                       | Robert Hedin         |